# Stigen (commune de Färgelanda)
Stigen est une localité de la commune de Färgelanda dans le comté de Västra Götaland en Suède.
Sa population était de 485 habitants en 2019.